# Áno Kastrítsion
Áno Kastrítsion är en ort i Grekland.   Den ligger i prefekturen Nomós Achaḯas och regionen Västra Grekland, i den centrala delen av landet, 170 km väster om huvudstaden Aten. Áno Kastrítsion ligger 580 meter över havet och antalet invånare är 1 003.
Terrängen runt Áno Kastrítsion är kuperad åt nordväst, men åt sydost är den bergig. Runt Áno Kastrítsion är det tätbefolkat, med 683 invånare per kvadratkilometer. Närmaste större samhälle är Patras, 9,0 km väster om Áno Kastrítsion. 